# Seleção Iemenita de Futebol
A Seleção Iemenita de Futebol representa o Iêmen nas competições de futebol da FIFA, sendo supervisionada e organizada pela Associação de Futebol do Iêmen. Filiou-se à instituição em 1980.

## História
Até 1990, quando ocorreu a unificação, o Iêmen era divido em duas repúblicas com seleções distintas: Iêmen do Norte e Iêmen do Sul. Como Iêmen do Norte, disputou a Copa da Ásia de 1976, sendo eliminado na primeira fase.
Com a unificação, a nova seleção do Iêmen herdou todos os resultados da seleção do Norte, pois esta possuía um futebol mais desenvolvido que o futebol praticado no Iêmen do Sul .
Assim como em todo o Oriente Médio, o futebol é um esporte muito popular. Mas por se tratar de uma república ainda jovem, os investimentos dão-se em áreas prioritárias como saúde, telecomunicações e transporte; sobrando assim pouco investimento para o esporte.
O papel desempenhado por alguns ex-jogadores tem sido fundamental no gradual, ainda que lento, desenvolvimento do futebol do país. O Iêmen também recebe auxílio financeiro do projeto "Goal", da FIFA.
O primeiro feito louvável foi conseguido em 2003, com a inesperada classificação para o Mundial sub-17 na Finlândia.

## Desempenho em Copas do Mundo
- 1930 a 1978 – não disputou
- 1982 a 1986 – não se qualificou
- 1990 – não disputou
- 1994 a 2018 – não se qualificou
- 2022 – desclassificado por não comparecer ao segundo jogo da fase inicial, contra o Sri Lanka

## Desempenho na Copa da Ásia
- 1956 a 1992 - Não se inscreveu/não se classificou
- 1996 a 2004 - Não se classificou
- 2007 - Não se inscreveu
- 2011 a 2024 - Não se classificou

## Recordes
- Atualizado até 12 de junho de 2024

Jogadores em negrito ainda em atividade pela Seleção Iemenita.
| #  | Jogador              | Partidas | Gols | Em atividade |
| -- | -------------------- | -------- | ---- | ------------ |
| 1  | Alaa Al-Sasi         | 84       | 11   | 2006–2019    |
| 2  | Salem Saeed          | 79       | 0    | 2003–2019    |
| 3  | Akram Al-Worafi      | 72       | 6    | 2004–2017    |
| 4  | Ali Al-Nono          | 65       | 30   | 2000–2010    |
| 4  | Mudir Al-Radaei      | 65       | 1    | 2012–2023    |
| 6  | Abdulwasea Al-Matari | 63       | 11   | 2013–        |
| 7  | Mohammed Fuad Omar   | 55       | 1    | 2012–2019    |
| 8  | Mohammed Boqshan     | 54       | 1    | 2012–2021    |
| 9  | Ahmed Al-Sarori      | 50       | 2    | 2015–        |
| 10 | Mohammad Ayash       | 44       | 0    | 2010–2021    |

| # | Jogador                | Gols | Partidas | Média por jogo | Em atividade |
| - | ---------------------- | ---- | -------- | -------------- | ------------ |
| 1 | Ali Al-Nono            | 30   | 65       | 0.46           | 2000–2010    |
| 2 | Adel Al-Salimi         | 15   | 25       | 0.6            | 2000–2004    |
| 3 | Abdulwasea Al-Matari   | 11   | 63       | 0.17           | 2013–present |
| 3 | Alaa Al-Sasi           | 11   | 84       | 0.13           | 2006–2019    |
| 5 | Nashwan Al-Haggam      | 7    | 19       | 0.37           | 2002–2007    |
| 5 | Yaser Ba Suhai         | 7    | 38       | 0.18           | 2003–2015    |
| 7 | Ali Awad Al-Omqi       | 6    | 40       | 0.15           | 2001–2009    |
| 7 | Akram Al-Worafi        | 6    | 72       | 0.08           | 2004–2017    |
| 9 | Omar Al-Ariki          | 5    | 7        | 0.71           | 1996–1997    |
| 9 | Abdulsalam Al Ghurbani | 5    | 9        | 0.56           | 2000–2009    |